# Holiday Harmony
Holiday Harmony è il quindicesimo album in studio del gruppo rock statunitense America, pubblicato nel 2002. Si tratta di un album natalizio.

## Tracce
1. Winter Wonderland (Felix Bernard, Dick Smith) – 3:16
2. Let It Snow (Sammy Cahn, Jule Styne) – 2:46
3. White Christmas (Irving Berlin) – 3:55
4. A Christmas To Remember (Gerry Beckley, Dewey Bunnell) – 3:56
5. Have Yourself a Merry Little Christmas (Ralph Blane, Hugh Martin) – 3:44
6. Sleigh Ride (Leroy Anderson, Mitchell Parish) – 4:03
7. Silver Bells (Jay Livingston, Ray Evans) – 4:54
8. Christmas in California (Bunnell, Andrew Gold) – 3:24
9. It's Beginning to Look a Lot Like Christmas (Meredith Willson) – 2:39
10. Winter Holidays (Beckley, Bunnell) – 3:43
11. Frosty the Snowman (Steve Nelson, Jack Rollins) – 2:31
12. Silent Night (Josef Mohr, Franz Gruber) – 4:38
13. The First Noel (tradizionale) – 2:28

Tracce bonus
1. A Holly Jolly Christmas (2010 Collector's Edition bonus track)